# Karl Fuchs (Senator)
Karl Fuchs (* 24. Mai 1876 in Danzig, Deutsches Kaiserreich; † nach 1943) war Weingroßhändler und Senator in Danzig.

## Leben
Der Vater Joseph Fuchs war Weingroßhändler in Danzig. Karl Fuchs besuchte das Städtische Gymnasium in Danzig, danach das Jesuitenkolleg Stella Matutina in Feldkirch in Österreich und das katholische Gymnasium Hosianum in Braunsberg in Ostpreußen. Danach machte Karl Fuchs eine kaufmännische Ausbildung in Deutschland und ging anschließend nach Südungarn. Von dort war er geschäftlich in Rumänien, Bulgarien, Serbien und der Türkei unterwegs.
Seit 1919 war Karl Fuchs Mitglied der Stadtverordnetenversammlung in Danzig für die Zentrumspartei und seit Ende des Jahres deren Vorsitzender. 1920 wurde er Mitglied des letzten Magistrats. Seit diesem Jahr war er Mitglied von drei Volkstagen und nebenamtlicher Senator. 1928 oder 1929 gab er diese Ämter aus gesundheitlichen Gründen auf.
Karl Fuchs lebte bis mindestens 1943 in Danzig, sein weiteres Schicksal ist unbekannt.